# Всеобщие выборы в Боливии (2014)
Всеобщие выборы в Боливии прошли 12 октября 2014 года. На них были избраны президент и вице-президент Боливии, 130 членов Палаты депутатов и 36 членов Сената Многонациональной Законодательной Ассамблеи.
Победу в борьбе за президентский пост одержал Эво Моралес, а его «Движение к социализму» сохранило абсолютное большинство в обеих палатах парламента.

## Контекст

### Поправки в конституцию
Эво Моралес был избран президентом Боливии в 2005 году, став первым представителем коренного населения страны на этом посту, затем переизбрался в 2009 году, и стал кандидатом на этих выборах на третий срок, что формально запрещено конституцией. В апреле 2013 года, Верховный суд Боливии постановил, что первый срок Моралеса не засчитывается с момента внесения поправок в конституцию Боливии. 20 мая вице-президент Альваро Гарсия Линера подписал закон в присутствии депутатов, членов вооруженных сил и Движения к социализму, сказав, что «президенту Эво Моралесу конституционно разрешено баллотироваться на переизбрание в 2015 году». Оппозиционеры заявили о намерении обжаловать решение для его отмены.

### Дата и особенности законодательства
В ноябре 2013 года Верховный избирательный трибунал объявил о рассмотрении проведения выборов в октябре 2014 года, притом, что второй тур голосования за президента может пройти в декабре . Позже, формально выборы были назначены на 12 октября 2014 года. Регистрация новых избирателей была открыта 10 мая и проходила до 9 июня. Официальное заключение межпартийных союзов длилось до 14 июля. Избирательная пропаганда началась после этой даты, но кампания в СМИ разрешено только в период с 12 сентября по 8 октября. Трибунал пообещал завершить подсчет голосов 22 октября.
Чтобы победить на президентских выборах, кандидат должен получить абсолютное большинство голосов — более 50 %, или, по крайней мере 40 % голосов и на 10 % опередить кандидата со вторым местом. Если порог не был преодолён, новые выборы пройдут 7 декабря 2014 года. В случае одномандатных законодательных мест, новые выборы назначены на 9 ноября.

### Места в парламенте
Выборы в Многонациональную Законодательную Ассамблею прошли одновременно с президентскими. Сенаторы и многомандатные депутаты избирались на основе голосования партии за кандидатуру президента. Одномандатные депутаты избирались по отдельной строке в избирательном бюллетене
Каждый из девяти департаментов по административному делению Боливии представляется четырьмя сенаторами, назначаемыми на основе пропорционального представительства. Места в Палате депутатов были перераспределены в соответствии с результатами переписи населения 2012 года. Многомандатные места избираются на основе пропорционального представительства в каждом отделе. Одномандатные — простым большинством голосов в каждом районе. Специальные — группами коренных меньшинств. Каждый кандидат имеет альтернативу из той же партии. Все списки кандидатов должны чередоваться между мужчинами и женщинами. Верховный избирательный трибунал объявил новые границы избирательных округов по одномандатным местам в середине апреля

Департаменты Боливии

| Департамент                                                                     | Депутаты | Одномандатные | Многомандатные | Специальные | Сенаторы |
| Ла-Пас                                                                          | 29       | 14            | 14             | 1           | 4        |
| Санта-Крус                                                                      | 28       | 14            | 13             | 1           | 4        |
| Кочабамба                                                                       | 19       | 9             | 9              | 1           | 4        |
| Потоси                                                                          | 13       | 7             | 6              | 0           | 4        |
| Чукисака                                                                        | 10       | 5             | 5              | 0           | 4        |
| Оруро                                                                           | 9        | 4             | 4              | 1           | 4        |
| Тариха                                                                          | 9        | 4             | 4              | 1           | 4        |
| Бени                                                                            | 8        | 4             | 3              | 1           | 4        |
| Пандо                                                                           | 5        | 2             | 2              | 1           | 4        |
| Всего депутатов                                                                 | 130      | 63            | 60             | 7           | 36       |
| Источник: Закон о распределении мест среди департаментов от 7 октября 2013 года |          |               |                |             |          |

## Голосование
Избирательные участки в Боливии открылись 12 октября в 7 часов утра по местному времени (15:00 по московскому времени), а закрылись в 16:00 (полночь по Москве). Право голоса имели 6,2 миллиона из 10 миллионов человек населения страны (3 миллиона женщин против 2,92 млн мужчин). Верховный избирательный суд также зарегистрировал более 270 тысяч избирателей вне Боливии — в 70 городах 33 стран Америк, Европы, Азии и Африки, для которых было открыто 1,2 тысячи участков, помимо около 15 тысяч в Боливии. Безопасность голосования обеспечивали более 57 тысяч полицейских и военнослужащих. За ходом избирательного процесса следили около 200 международных наблюдателей, в числе которых была группа от UNASUR во главе бывшим министром иностранных дел Перу Рафаэлем Роканкольо, а также от Организации американских государств — во главе с президентом Гватемалы Альваро Коломом. Между тем, до начала голосования, хакеры взломали страницу государственного телевидения Боливии в «Twitter» и разместили ложные сообщения о том, что Моралес погиб в результате покушения, организованного ЦРУ, об отмене выборов, а также о том, что Боливия объявила войну Перу, Чили и США. В общем, выборы прошли в спокойной обстановке без серьёзных нарушений.

## Результат
По данным экзит-поллов, Эво Моралес одержал победу, набрав 61 % голосов, а «Движение к социализму» сохранило большинство в Сенате и Палате депутатов Боливии. После этого, Моралес выступил перед тысячами сторонников, собравшихся у президентского дворца в Ла-Пасе, сказав: 
«…Большое спасибо за эту новую победу боливийского народа. Хочу сказать вам от своего имени, и от имени всех, кто боролся за Боливию, спасибо за новую победу. Это был спор двух моделей — национализации и приватизации. Национализация победила с перевесом в 60 %. Это — победа антиимпериалистов и антиколониалистов, это победа боливийского народа. Родине — да, колонии — нет»
Эво посвятил эту победу Уго Чавесу и Фиделю Кастро. Между тем, Моралеса уже поздравили лидеры стран Южной Америки, в частности, президент Уругвая Хосе Мухика позвонил ему из Монтевидео и отметил, что в Боливии продолжается время «революции и бунтарства», президент Аргентины Кристина Фернандес де Киршнер передала поздравления от себя лично и от всего аргентинского народа, президент Венесуэлы Николас Мадуро поместил поздравительное сообщение на своей странице в «Twitter», президент Никарагуа Даниэль Ортега назвал победу Моралеса продолжением процесса освобождения Латинской Америки, поздравления пришли и от председателя Государственного совета Кубы Рауля Кастро.

### Предварительные
| Партия | Кандидат в президенты              | Голоса    | %      | Места    | Места    | Места    | Места    |
| Партия | Кандидат в президенты              | Голоса    | %      | Депутаты | Депутаты | Сенаторы | Сенаторы |
| Партия | Кандидат в президенты              | Голоса    | %      | Места    | +/-      | Места    | +/-      |
| --- | ---------------------------------- | --------- | ------ | -------- | -------- | -------- | -------- |
| Движение к социализму | Эво Моралес                        | 3 053 846 | 61,04  | 84       | -4       | 25       | -1       |
| Фронт национального единства | Самуэль Дориа Медина               | 1 225 095 | 24,49  | 33       |          | 9        |          |
| Христианско-демократическая партия | Хорхе Кирога                       | 453 647   | 9,07   | 11       |          | 2        |          |
| Движение без страха | Хуан дель Гранадо                  | 135 885   | 2,72   | 1        |          | 0        |          |
| Зелёная партия | Фернандо Варгас Мосуа              | 134 792   | 2,69   | 1        |          | 0        |          |
| Действительные бланки | Действительные бланки              | 5 003 265 | 100,00 | -        | -        | -        | -        |
| Пустые бланки | Пустые бланки                      | 105 980   | 2,00   | -        | -        | -        | -        |
| Недействительные бланки | Недействительные бланки            | 201 192   | 3,79   | -        | -        | -        | -        |
| Всего | Всего                              | 5 310 437 | 100,00 | 130      | 0        | 36       | 0        |
| Зарегистрированные избиратели/явка | Зарегистрированные избиратели/явка | 5 973 901 |        | -        | -        | -        | -        |
| Возрастной ценз/явка | Возрастной ценз/явка               | 6 418 396 |        | -        | -        | -        | -        |
| Источник: Tribunal Supremo Electoral (27 354 из 27 403 избирательных участков, 99,82 %), La Razón (зарегистрированные избиратели), UNDESA (возрастной ценз населения на 2014 год). |                                    |           |        |          |          |          |          |